# En Fader heter du
En Fader heter du är ursprungligen en gammal psalm i tolv verser av Olof Rudbeck den yngre skriven 1694 med titelraden "Ack, huru plågas jag", men kom att bearbetas av Johan Olof Wallin till en psalm med sju verser och inför 1937 års psalmbok omarbetades verserna till en psalm med fyra verser genom att tredje och andra versen kom som första och andra vers medan den första samt de två sista verserna ströks helt.
Psalmen inleds 1695 med orden:
Ach! huru plågas jagh
och måste stadigt qwida?
Melodin är ursprungligen publicerad i New Ordentlich Gesangbuch 1648. Enligt 1697 års koralbok används inte samma melodi som för någon annan psalm, men enligt 1937 års psalmbok är A-melodin samma som till psalmerna Den vedervärdighet som mig elända trycker (1937 nr 368), O Gud, som skiftar allt (1937 nr 384), O Gud, o Gud så from (1937 nr 398) och Du som åt människan (1937 nr 412). B-melodin är den som används för psalm Jag vet på vem jag tror med flera (1937 nr 363) och den melodi som är A-melodi enligt Koralbok för Nya psalmer, 1921 (tillägget till 1819 års psalmbok).

## Publicerad som
- Nr 332 i 1695 års psalmbok med titelraden "Ack, huru plågas jag", under rubriken "Een siuk Menniskios Klage-Psalm".
- Nr 364 i 1819 års psalmbok med titelraden "Ack, huru plågas jag", under rubriken "Med avseende på särskilda personer, tider och omständigheter: Sjukdom och hälsa: För sjuka".
- Nr 384 i 1937 års psalmbok med nya titelraden under rubriken "Trons prövning under frestelser och lidanden".